# Ringsphärometer
Ein Ringsphärometer ist eine Messapparatur zur Bestimmung der Krümmungsradien von sphärischen Linsen. Es besteht im Wesentlichen aus einem flachen Hohlzylinder, auf dem die Linse zentrisch aufgelegt werden kann. Im Mittelpunkt des Hohlzylinders befindet sich ein Messfühler, mit dem die Absenkung oder Wölbung relativ zur Nulllage bestimmt werden kann. Die Nulllage kann eingestellt werden, indem man eine planparallele Platte auf das Sphärometer legt und den Messfühler damit kalibriert.
Aus der gemessenen Absenkung bzw. Wölbung t und dem Innen- bzw. Außendurchmesser des Rings d kann man den Krümmungsradius berechnen. Dafür gilt nach dem Satz des Pythagoras:

Messung an konvexen Linsen

Messung an konkaven Linsen

{\displaystyle R={\frac {d^{2}}{8t}}+{\frac {t}{2}}}